# Pseudilema ochracea
Pseudilema ochracea är en fjärilsart som beskrevs av Bethune-Baker 1904. Pseudilema ochracea ingår i släktet Pseudilema och familjen björnspinnare. Inga underarter finns listade i Catalogue of Life.